# 國家體育場 (立陶宛)

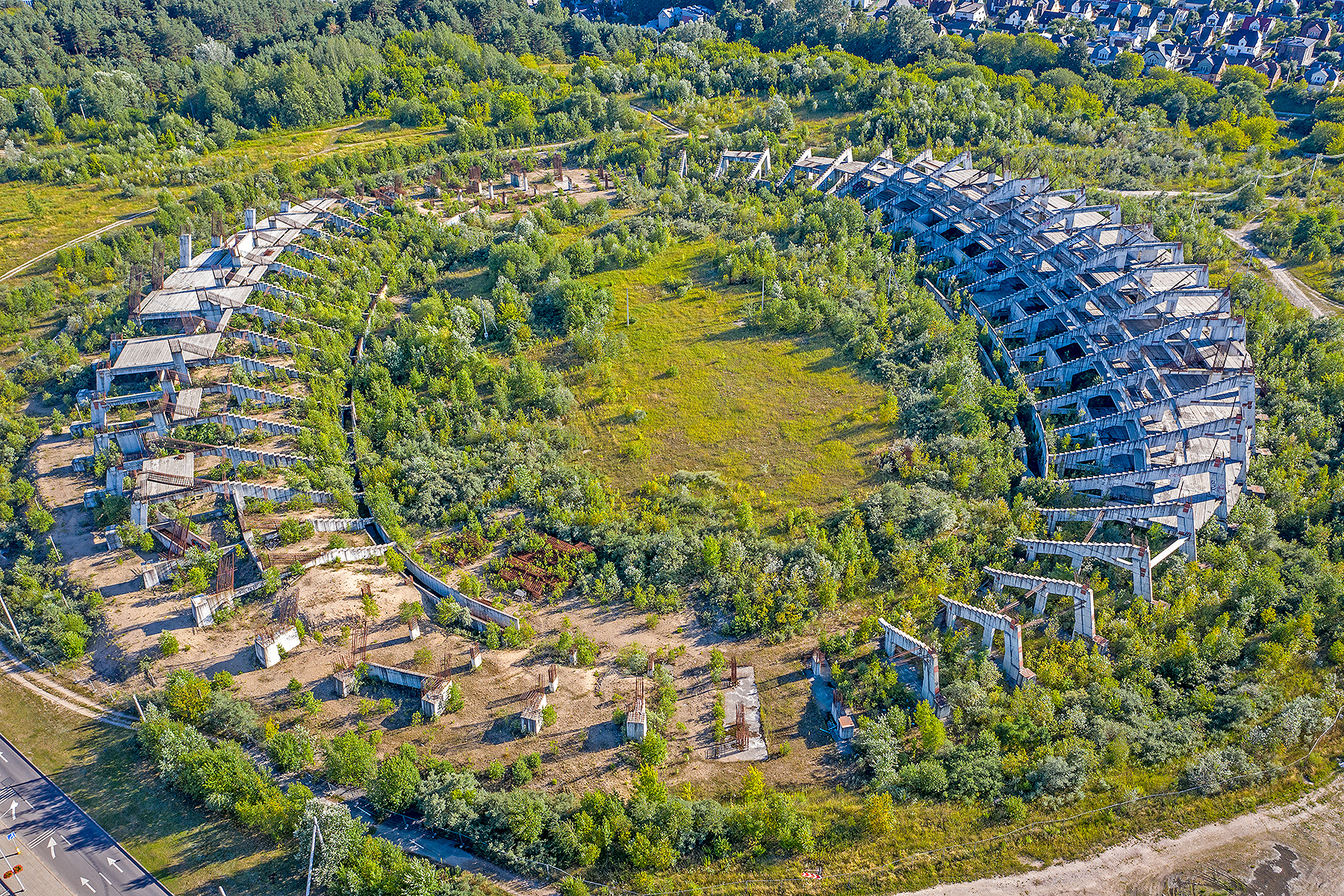
體育場鳥瞰圖

國家體育場是位於立陶宛首都維爾紐斯的多功能體育館，自1987年興建至今。預計主要用於足球比賽，並作為立陶宛國家足球隊的主場。同時將取代被拆除的薩拉基利斯體育場和現存的LFF體育場，成為維爾紐斯主要的體育中心。

## 歷史

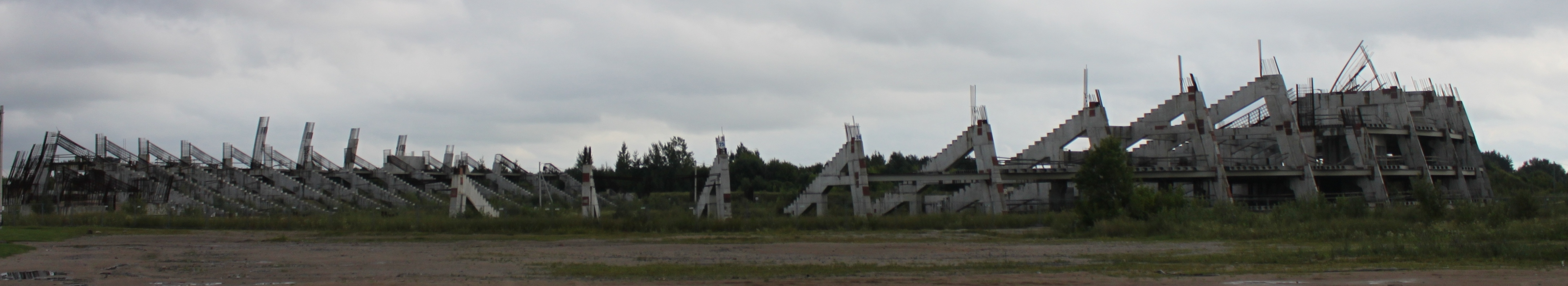
2013年前期工程的廢棄骨架結構

國家體育場的興建項目由立陶宛建築師阿吉曼塔斯·納斯維蒂斯於1985年開始籌備，1987年正式動工，但囿於1991年蘇聯解體而停工，並於1993年完全終止興建工程。2006年，立陶宛政府宣布國家體育場為國家重點項目，並安排新的承包商，其工程於2008年2月恢復施工。但由於資金不足和腐败指控又於同年底被取消，工程耗資約2,900萬立特。2009年，立陶宛最高法院裁定廢止工程合約。
新一輪的籌備工作始於2013年5月，時任內政部長代利斯·阿爾方薩斯·巴拉考斯卡斯表示，工程預計在2016年完工，耗資約7,800萬歐元。2014年3月，立陶宛政府決定以公私合夥建設的方式向歐盟申請資金，隨後於2016年9月宣布招標，並於2017年12月的最後期限內收到兩份投標，其中成本較低的方案因不合適而被退回，此舉引起雙方的訴訟，最高法院於2019年8月裁定政府退回的決定是合法的。最終，由ICOR集團旗下的Axis Industries得標，政府同時也自歐盟獲得資金（後因進度延誤而被轉用於其他項目）。因此，國家體育場將由立陶宛中央政府和維爾紐斯市政府共同出資興建，並於2019年12月批准私募股權基金25年的融資，總額1.56億歐元（本金本金9,320萬歐元，利息為6.87％）。中央政府同意出資5,450萬歐元，維爾紐斯市政府將出資共計1.015億歐元。
2020年5月，立陶宛公共採購辦公室（Public Procurement Office）以政府承擔過多的風險為由阻止合約的生效，這實際上也停止了國家體育場的工程項目。維爾紐斯地方法院和上訴法院分別於2020年11月和2021年4月裁定公共採購辦公室的決定無效，因此體育場工程仍可繼續進行，除非其中一方決定退出。廢棄骨架結構的拆除工作於2022年1月開始，體育場則於2023年5月施工許可證核發後正式動工。

## 設計
2019年批准的方案要求體育場需可容納15,000個座位，以滿足歐洲足總第四類足球場的需求。國家體育場由跨國建築設計公司博普樂思設計，早期已興建的骨架結構將會被拆除。體育場將囊括30多座建物，包括3座足球場、田徑場（3,000個座位）、可進行體操、手球、排球和拳擊及設有6個籃球場的室內綜合體育館、體育博物館、附有圖書館的社區中心、幼兒園（可容納300人）和停車場（1,600個車位）。總占地22公頃（54英畝），其中主體育場佔約10％的面積。體育博物館由中央政府營運，社區中心和幼兒園則由維爾紐斯市政府負責管理，綠林體育館則獲得營運體育場和其他場館的特許權。

## 外部連結
- StadiumDB.com上的國家體育場 （页面存档备份，存于）
- 項目介紹（2019年） （页面存档备份，存于）